# گولوونین
گولوونین (انگلیسی: Golovnin) یک کاسه آتشفشانی در جزایر کوریل کشور روسیه است.